# Vačice vydří
Vačice vydří (Chironectes minimus) je výhradním druhem monotypického rodu Chironectes. Je jediným žijícím vačnatcem s vyvinutým vakem u obou pohlaví. Ve starší literatuře (např. Brehmův Život zvířat) byla uváděna pod zastaralým českým jménem vydrovec krysí nebo pod domorodým názvem japok, přejatým z indiánského jazyka Guaraní.

## Rozšíření
Tento vačnatec obývá biotopy nacházející se poblíž pobřeží sladkovodních jezer a vodních toků od Mexika v Severní Americe přes celou Střední Ameriku až po Argentinu v Jižní Americe, včetně ostrovů Trinidad a Tobago v Karibiku. Žije v hustě zalesněných tropických nebo subtropických oblastech od nížin až do výšek okolo 1800 m n. m.

## Popis
Noční vodomilný vačnatec je na hřbetě hnědé barvy, která postupně přechází přes hnědě šedou na bocích až po šedou na břiše. Do charakteristického zbarvení patří dále bílý pruh nad očima a pod spodní čelisti. Černé kulaté uši má holé, středně velké načernalé oči v noci žlutě světélkují. Má velmi dobrý sluch a čich. Zvíře bývá dlouhé 30 až 40 cm a váží 0,6 až 0,8 kg. Dlouhý, válcovitý, štíhlý ocas, pouze u kořene osrstěný a zužující se ke konci, bývá delší než celé tělo. Je pohlavně dimorfní, samec je o poznání mohutnější. Na rozdíl od jiných vačic nepoužívá ocasu k uchopení při lezení, ale slouží ke kormidlování při plavání. Hmatové vousy na konci čenichu i nad očima jsou důležité orgány pro hledání kořisti i informování o blízkosti dravce. V malé tlamě má velký počet ostrých zubů.
Tato vačice je ze všech vačnatců nejlépe přizpůsobena životu v blízkosti i v samotném vodním prostředí. Má hustou, krátkou, vodu odpuzující srst, která klade při plavání malý odpor a proto dokáže plavat rychle a vytrvale. Její větší zadní končetiny používané k veslování mají mezi prsty široké plovací blány, naopak přední mají dlouhé bezsrsté prsty s drápky k zachycení kořisti. Pětiprsté končetiny jsou uzpůsobeny chůzi po měkkém terénu, na nášlapných plochách nemají tlumicí polštářky.
Dalším speciálním přizpůsobením vodnímu prostředí je u samice vodotěsně uzavíratelný břišní vak s otvorem vzadu, nosí v něm mláďata i během plavání a potápění. Obdobný vak má také samec, ten slouží jen jako ochrana pro jeho vnější pohlavní orgány a není nepropustně těsný.
Chvíle denního odpočinku tráví v malých norách blízko vodní hladiny se vstupním otvorem širokým do 10 cm nebo jen v pozemních hnízdech ukrytých mezi kořeny stromů. Je, vyjma doby páření a péče o potomstvo, vyloženě samotářským živočichem. Aby se neprozradila predátorům v blízkosti hnízda se nevyprazdňuje.

## Strava

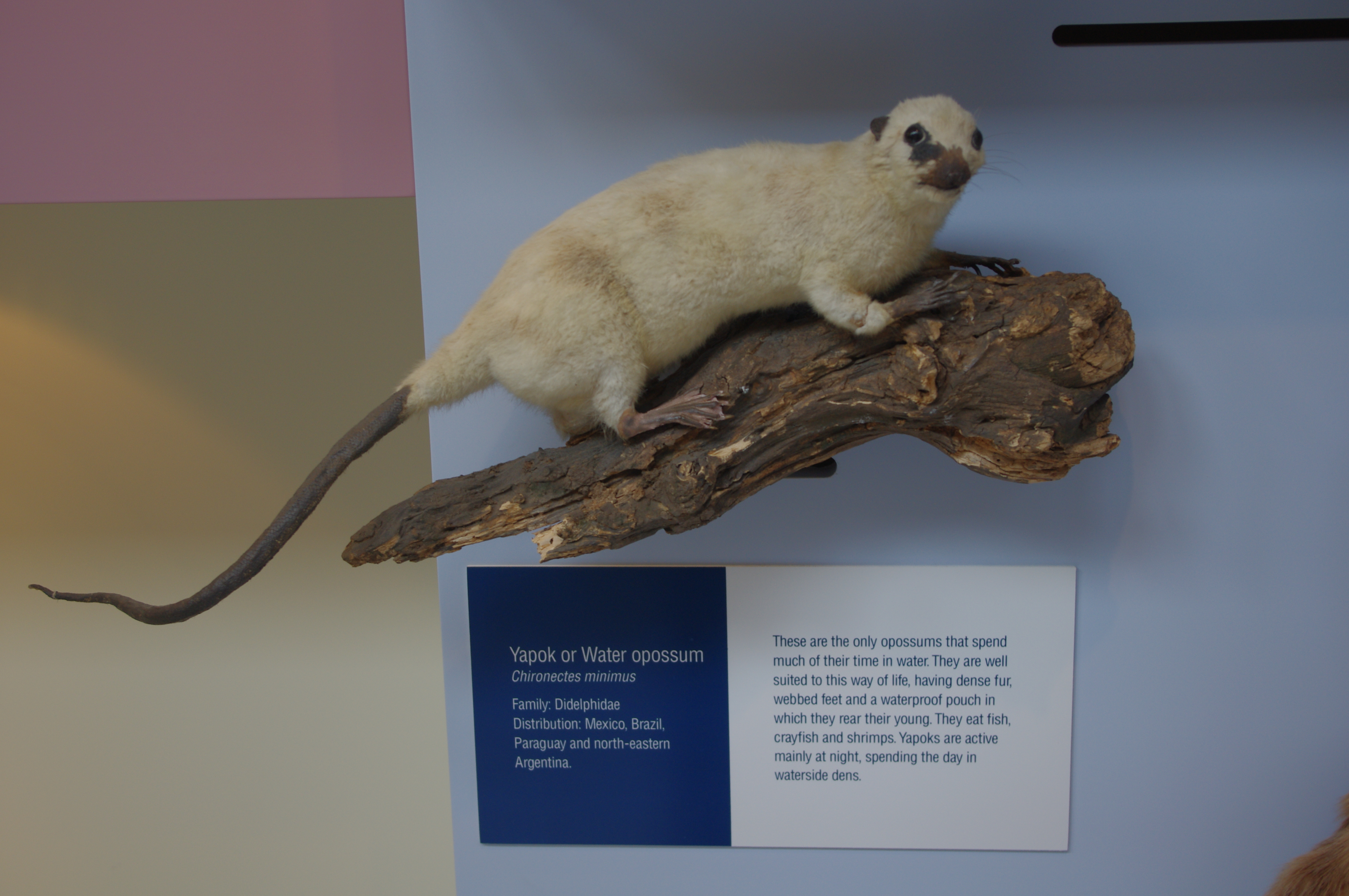
Preparát vačice vydří v muzeu

Potrava vačice vydří je převážně masitá, základ tvoří pomalu se pohybující ryby, korýši a žáby. Mimo to se živí také vodním hmyzem a červy, včetně suchozemských měkkýšů. Úlovek zachycený zuby nebo drápy je vynesen na břeh, kde je pozřen. Zvíře přitom sedí na zadních a předními tlapkami kořist drží a zuby z ní trhá kusy. Spořádá najednou poměrně velké množství potravy. Loví výhradně v noci, nejaktivnější je v prvých hodinách po setmění. Při lovu se dobře potápí a při plavání jí z vody vyčnívají jen oči a temeno hlavy, dokáže přitom plavat rychlostí až 0,7 m/sec.

## Rozmnožování
Jedná se o zvířata polygamní a promiskuitní, přitom samci někdy žijí v blízkosti samic s mláďaty. Samice přichází do říje jednou za rok a je zvláštní, že k tomu může dojít kdykoliv během roku, zřejmě zde hraje roli dostatek potravy a počasí. Protože žije samotářsky, jsou partneři upozorňováni asi feromony.
Své relativně velké hnízdící doupě si hloubí poblíž vodního toku. Vyhrabe si ho nad úrovní hladiny vody, vede k němu asi 0,6 m dlouhá chodba směřující dolů pod úhlem 45°. Vchod vedený často mezi kořeny stromů bývá dobře zamaskován bujným porostem. Doupě bývá vyloženo suchou trávou a listy, které přináší s pomocí částečně chápavého ocasu.
Samice vrhne v průměru 2 až 3 holá mláďata jen částečně vyvinutá. Přesune je do vaku na břiše, ve kterém má čtyři až pět mléčných bradavek. Mláďata se musí vyrovnávat s nedostatkem vzduchu v uzavřeném vaku při pobytu matky ve vodě. Srst jim začíná narůstat až 22. dne, oči se otevírají okolo 40. dne. Zhruba v této době se již většinou do vaku nevejdou a proto je samice odloží do doupěte a loví bez nich. Vrací se však je kojit, mláďata ještě nemají zuby, a tráví spolu veškerý čas mimo lovu. Mláďata se osamostatňují pravděpodobně v 60 dnech, pářit se jsou schopná v 10 měsících. Průměrná doba dožití se předpokládá asi 3 roky.

## Taxonomie
Druh vačice vydří vyskytující se na rozlehlém území, od Mexika po Argentinu, je tvořen čtyřmi poddruhy oddělenými od sebe zeměpisně.
- Chironectes minimus argyrodytes Dickey, 1928 – žije v S. Amrerice
- Chironectes minimus panamensis Goldman, 1914 – žije ve Stř. Americe
- Chironectes minimus minimus Zimmermann, 1780 – žije na severu J. Ameriky
- Chironectes minimus langsdorffi Boitard, 1845 – žije ve středu a na jihu J. Ameriky

## Ohrožení
Přirozených nepřátel příliš nemá, snad jen kočkovité šelmy žijící v blízkosti vody. Těm se ale úspěšně vyhýbá svým nočním způsobem života, dobrým sluchem a plachostí, v případě ohrožení uniká do vody. Není ani domorodci lovena pro jídlo nebo kožešinu. Protože žije v rozsáhlém areálu a na poměrně těžce dostupných místech, nepředpokládá se její brzké ohrožení. Podle Červeného seznamu IUCN je řazena do skupiny málo dotčených živočichů (LC).

## Poznámka
Živočich je to málo prozkoumaný, znalosti o jeho sociálním životě, rozmnožování i délce života jsou uváděny jen podle několika mála jednotlivců žijících v zajetí.